# Árabe saudí

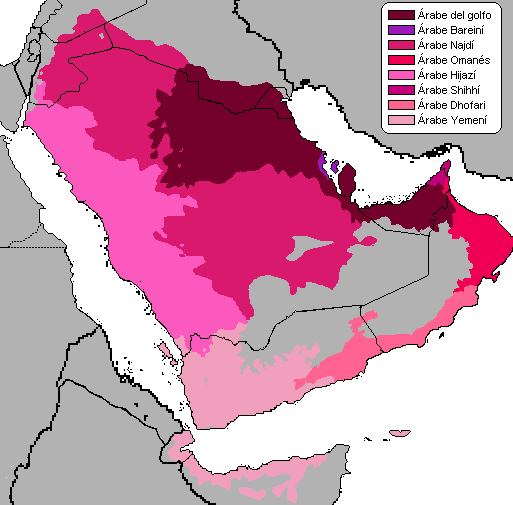
Variedades del árabe peninsular

El árabe saudí es el término utilizado para referirse al conjunto de variedades y dialectos del árabe hablados hoy en día en Arabia Saudita. Las variedades habladas en Arabia Saudí están, en su mayoría, dentro del conjunto de lenguas conocido como árabe peninsular. Las variedades habladas dentro de Arabia incluyen: el árabe hiyazí, el árabe najdi, el árabe bareiní, el árabe del golfo y el árabe jenubi (en el sur).
Los dos dialectos (lenguas) más hablados en el país son el Hiyazí y el Najdi. Hay solamente 200.000 hablantes de árabe del golfo en Arabia Saudita.